# Martín Alaniz
Diego Martín Alaníz (n. Melo, Uruguay; 19 de febrero de 1993) es un futbolista uruguayo. Juega como extremo izquierdo y su equipo actual es Blooming de la Primera División de Bolivia.

## Trayectoria

### Juventud de Las Piedras
Fue cedido por un año de Defensor Sporting, jugó desde el comienzo el Campeonato Uruguayo de Segunda División 2011-12.
El 15 de octubre de 2011 debutó como profesional en el primer equipo de Juventud, ingresó al minuto 87 para enfrentar a Villa Teresa, el partido terminó 1 a 0 a favor.
En su tercer partido, el 30 de octubre, convirtió su primer gol frente a Tacuarembó, gracias a su tanto ganaron 1 a 0.
Lograron el segundo puesto y ascendieron a la máxima categoría. Volvió a Defensor Sporting pero no lo tuvieron en cuenta en el primer equipo.

### River Plate
Fue fichado por los darseneros en enero de 2013 y jugó el Torneo Clausura de ese año. Culminaron terceros a un punto del campeón Defensor Sporting.
En la temporada 2013-14 mostró un gran nivel y anotó su primer gol en la máxima categoría el 27 de octubre frente a Wanderers, el encuentro terminó 1 a 1. Su segundo gol, lo convirtió al equipo que le abrió la primera oportunidad profesional, Juventud.
Lograron el tercer puesto del Torneo Apertura del 2013.
En el Clausura del 2014, jugó 12 partidos y convirtió 1 gol, pero le aportó su calidad al equipo, que le permitió emigrar al fútbol mexicano.

### Primeras oportunidades en el exterior
Fue cedido a Monarcas Morelia, por 6 meses. Debutó en la Liga MX el 2 de agosto de 2014, frente a León, el partido lo perdieron 4 a 0. Su primer gol en tierras mexicanas, fue el 5 de agosto al Necaxa, empataron 1 a 1 por la Copa México.
Disputó 14 partidos en la máxima categoría, anotó 2 goles.
El 26 de enero de 2015 fue presentado en la Asociación Atlética Argentinos Juniors, nuevamente como cedido desde River. Debutó el 15 de febrero, en la fecha 1 del campeonato argentino, se enfrentó como titular a Rafaela y ganaron 2 a 0.
Jugó un total de 6 partidos en el torneo, más uno por la Copa Argentina.

### Regreso a River
Jugó el Torneo Clausura 2015 con el club uruguayo, bajo las órdenes del técnico Juan Ramón Carrasco.
El 27 de septiembre, se enfrentaron a Peñarol en el estadio Centenario, River Plate mostró un buen funcionamiento, y lo reflejó con un 4 a 0 a favor. Martín fue titular y colaboró con un gol, se enfrentó a jugadores como Diego Forlán, Marcelo Zalayeta y Matías Aguirregaray.
Disputó 9 partidos, y anotó 2 goles. Lo suficiente para volver a tener ofertas desde el exterior.

### Su oportunidad en Brasil y España
Comenzó el 2016 cedido en Chapecoense. Jugó su primer partido el 24 de febrero, ingresó al minuto 65 para enfrentar a Metropolitano en el Campeonato Catarinense y ganaron 2 a 0. Además, estuvo presente en dos partidos por la Copa de Brasil, en ambos partidos ganaron.
Martín jugó 3 encuentros por el Catarinense, certamen en el que se consagraron campeones.
El 26 de julio, fue cedido nuevamente, esta vez al Real Oviedo, para jugar por primera vez en Europa hasta el 2 de enero de 2017, cuando se anuncia que no continuará en el equipo.

### Guayaquil City
En el 2017 llega a Ecuador a jugar a Guayaquil City donde tuvo destacadas actuaciones en el campeonato ecuatoriano.

### Liverpool Fútbol Club
En el 2018 regresa a Uruguay a jugar en el Liverpool Fútbol Club.

### Cafetaleros de Tapachula
En el 2019 vuelve nuevamente al fútbol mexicano, específicamente al Cafetaleros de Tapachula, equipo que en esa temporada disputa la segunda división, dónde anotó 6 goles en 15 partidos jugados.

### Delfín Sporting Club
En el 2020, regresa al fútbol ecuatoriano, al ser contratado como refuerzo del Delfín Sporting Club. Disputó su primer encuentro de manera oficial con el equipo cetáceo el 1 de febrero en un encuentro ante Liga de Quito, válido por la Supercopa de Ecuador, donde empataron 1-1 en el tiempo reglamentario, lo que obligó a la definición mediante de los penales, donde su equipo terminaría cayendo 5-4, obteniendo el subcampeonato.

### Orense
Tras su primer paso por el equipo de Machala en 2020, regresa a la institución en la temporada 2022. En mayo de ese año rescindió su contrato con el club machaleño.

### Guabirá
El 28 de mayo de 2022 firmó contrato con el Club Deportivo Guabirá de la Primera División de Bolivia.

## Estadísticas
Actualizado el 20 de octubre de 2022.
| Juventud · Uruguay | 2.ª           | 2011/12       | 12  | 2  | - | - | -  | - | - | - | 12  | 2  |
| Juventud · Uruguay | Total club    | Total club    | 12  | 2  | 0 | 0 | 0  | 0 | 0 | 0 | 12  | 2  |
| River Plate · Uruguay | 1.ª           | 2012/13       | 10  | 0  | - | - | -  | - | 3 | 0 | 13  | 0  |
| River Plate · Uruguay | 1.ª           | 2013/14       | 25  | 3  | - | - | -  | - | - | - | 25  | 3  |
| River Plate · Uruguay | 1.ª           | 2015/16       | 9   | 2  | - | - | -  | - | - | - | 9   | 2  |
| River Plate · Uruguay | Total club    | Total club    | 44  | 5  | 0 | 0 | 0  | 0 | 3 | 0 | 47  | 5  |
| Morelia · México | 1.ª           | 2014/15       | 14  | 2  | - | - | 4  | 1 | - | - | 18  | 3  |
| Morelia · México | Total club    | Total club    | 14  | 2  | 0 | 0 | 4  | 1 | 0 | 0 | 18  | 3  |
| Argentinos Juniors Argentina | 1.ª           | 2015          | 6   | 0  | - | - | 1  | 0 | - | - | 7   | 0  |
| Argentinos Juniors Argentina | Total club    | Total club    | 6   | 0  | 0 | 0 | 1  | 0 | 0 | 0 | 7   | 0  |
| Chapecoense · Brasil | 1.ª           | 2016          | 0   | 0  | 3 | 0 | 2  | 0 | - | - | 5   | 0  |
| Chapecoense · Brasil | Total club    | Total club    | 0   | 0  | 3 | 0 | 2  | 0 | 0 | 0 | 5   | 0  |
| Real Oviedo · España | 2.ª           | 2016/17       | 5   | 0  | - | - | 1  | 0 | - | - | 6   | 0  |
| Real Oviedo · España | Total club    | Total club    | 5   | 0  | 0 | 0 | 1  | 0 | 0 | 0 | 6   | 0  |
| Racing · Uruguay | 1.ª           | 2017          | 6   | 1  | - | - | -  | - | - | - | 6   | 1  |
| Racing · Uruguay | Total club    | Total club    | 6   | 1  | 0 | 0 | 0  | 0 | 0 | 0 | 6   | 1  |
| River Ecuador · Ecuador | 1.ª           | 2017          | 22  | 6  | - | - | -  | - | - | - | 22  | 6  |
| River Ecuador · Ecuador | Total club    | Total club    | 22  | 6  | 0 | 0 | 0  | 0 | 0 | 0 | 22  | 6  |
| Cafetaleros de Tapachula · México | 2.ª           | 2019          | 11  | 6  | - | - | 4  | 0 | - | - | 15  | 6  |
| Cafetaleros de Tapachula · México | Total club    | Total club    | 11  | 6  | 0 | 0 | 4  | 0 | 0 | 0 | 15  | 6  |
| Manta F. C. · Ecuador | 1.ª           | 2021          | 28  | 6  | - | - | -  | - | - | - | 28  | 6  |
| Manta F. C. · Ecuador | Total club    | Total club    | 28  | 6  | - | - | -  | - | - | - | 28  | 6  |
| Orense S. C. · Ecuador | 1.ª           | 2020          | 15  | 4  | - | - | -  | - | - | - | 15  | 4  |
| Orense S. C. · Ecuador | 1.ª           | 2022          | 2   | 0  | - | - | 0  | 0 | - | - | 2   | 0  |
| Orense S. C. · Ecuador | Total club    | Total club    | 17  | 4  | - | - | 0  | 0 | - | - | 17  | 4  |
| Guabirá · Bolivia | 1.ª           | 2022          | 17  | 6  | - | - | -  | - | - | - | 17  | 6  |
| Guabirá · Bolivia | Total club    | Total club    | 17  | 6  | - | - | -  | - | - | - | 17  | 6  |
| Total carrera | Total carrera | Total carrera | 161 | 32 | 3 | 0 | 12 | 1 | 3 | 0 | 179 | 33 |
| (1)Incluidos los datos de la Copa México (2014), Copa Argentina (2014-15) y Copa de Brasil (2016). (2)Incluidos los datos de la Copa Sudamericana (2013). |               |               |     |    |   |   |    |   |   |   |     |    |

## Palmarés

### Distinciones individuales
| Distinción                                                              | Año  |
| ----------------------------------------------------------------------- | ---- |
| El tapado de la fecha (4) del Torneo Apertura para Referí               | 2017 |
| Equipo Ideal de la Primera Etapa del Campeonato Ecuatoriano por Ecuagol | 2017 |